# Buchenberg
Buchenberg là một đô thị ở Oberallgäu bang Bayern thuộc nước Đức.